# Липовка (Житомирская область)
Липовка (укр. Липівка) — село, входит в Пулинский район Житомирской области Украины.
Население по переписи 2001 года составляло 58 человек. Почтовый индекс — 12000. Телефонный код — 4131. Занимает площадь 0,383 км². Код КОАТУУ — 1825483003.
18 марта 2010 г. преобразована из посёлка в село.

## Местный совет
12041, Житомирская обл., Пулинский р-н, с. Мартыновка, ул. Карла Маркса, 3